# أبو روق الهزاني

## اسمه ونسبه
اسمه /أحمد بن محمد بن بكر بن زياد بن العلاء بن زياد بن بكر بن إياس بن روق بن العاتك بن عمرو بن كليب بن ضور بن رزاح بن مالك بن سعد بن وائل بن هزان بن صباح بن عتيك بن اسلم بن يذكر بن عنزة بن اسد بن ربيعه بن نزار بن معد بن عدنان.

## قيل عنه
قال عنه ابن حجر العسقلاني:
هو أحمد بن محمد بن بكر بن زياد بن العلاء بن زياد بن بكر بن إياس بن روق بصري الأصل، حدث هو وأبوه وجده.
روى عن علي بن حرب، ويزيد بن سنان، ومحمد بن الوليد البسرى، وروى عنه الدارقطني وابن المقري وابن جميع.
وقال عنه الذهبي:
مسند البصرة الثقة المعمر، سمع في سنة سبع وأربعين ومائتين وبعدها، من عمرو بن علي الغلاس، ومحمد بن الوليد البسري، ومحمد بن النعمان بن شبل الباهلي ـ الضعيف الذي روى عن مالك ـ وميمون بن مهران وأحمد بن روح وجماعة.
روى عن الغلاس، وهو صدوق، روى عنه أبو العباس المنصوري حديث «أول من قاس إبليس فلا تقيسوا» قال مسلمة بن قاسم: كان أبو روق فقيهاً على مذهب مالك، ولم يترك الكتابة عنه أحد من أصحاب الحديث. توفي سنة أربع أو خمس وعشرين وثلاثمائة.
وقال عنه السمعاني:
من أهل البصرة، يروي عن ميمون بن مهران الكاتب وعبد الله بن شعيب المكي، روى عنه جماعة منهم أبو الحسن أحمد بن محمد بن الجندي، ومات سنة اثنتين وثلاثين وثلاثمائة.
حدث عنه ابن أخيه أبو عمر بن محمد بن بكر الهزاني، وأحمد بن محمد بن الجندي وأبو بكر بن المقريء، وأبو الحسين بن جميع الصيداوي، وعلي بن القاسم الشاهد، شيخ رحل إليه الخطيب وغيرهم، وقد أرّخ ابن المقريء أنه سمع منه في شعبان سنة اثنتين وثلاثين وثلاثمائة، وفيها توفي، وقع لي حديثه عالياً في معجم ابن جُمَيع وقد رويت ذلك في سيرة مالك، وبعض الناس أرّخ موته في سنة إحدى وثلاثين وثلاثمائة فوهم.
روى عن محمد بن النعمان مولى باهلة، وزياد بن يحيى الحساني والعباس بن الفرج الرياشي وحدث عنه أبو الحسن علي بن عمر الدارقطني والحافظ وأبو الحسن أحمد بن محمد بن عمران الجندي وعلي بن القاسم بن الحسن الشاهد البصري، وهذا غير أبي روق عطية بن الحارث الهمداني 
قال أبو روق الهزاني حدثنا الفضل بن يعقوب قال: اجتمع ثمامة ويحيى بن أكثم عند المأمون فقال المأمون ليحيى ما العشق؟
قال: سوانح تسنح للعاشق، يؤثرها ويهيم بها، قال ثمامة: أنت بالفقه أبصر، ونحن أحذق منك، قال المأمون: فقل: قال: إذا امتزجت جواهر النفوس بوصل المشاكلة، نتجت لمح نور ساطع تستضيء به بواصر العقل، وتهتز لإشراقه طبائع الحياة، يتصور من ذلك اللمح نور خاص بالنفس متصل بجوهرها ويسمى عشقاً، فقال المأمون: هذا وأبيك الجواب 

## وفاته
وقد توفي سنة 332 عن بضع وتسعين سنة.